# DistroKid
DistroKid — онлайн-служба независимой музыкальной дистрибуции. Основана в 2013 году Филиппом Капланом. Данный сервис позволяет размещать музыку на стриминговых сервисах, включая Spotify, Tidal, iTunes и Deezer, а также в социальных сетях, как Facebook, TikTok, Instagram и Snapchat.
По данным сервиса, он загружает примерно 30-40% от новой музыки.

## История
DistroKid был разработан в 2012 году и запущен в мае 2013 года.
В июле 2015 года у поп-рэп-дуэта Jack & Jack вышел EP «Calibraska», загруженный через DistroKid, который попал на 1 место в чарте альбомов iTunes, опередив Фьючера (DS2) и Тейлор Свифт (1989).
28 января 2021 года был запущен A&R-сервис для лейблов под названием Upstream. Одним из первых лейблов, подключившихся к сервису, был Republic Records.

## Услуги
DistroKid предлагает дистрибуцию музыки на базе трёх годовых подписок:
- Музыкант ($22,99/год);
- Музыкант Плюс ($39,99/год);
- Лейбл ($89,99/год).